# Церковь Святого Лаврентия (Нюрнберг)
Церковь Святого Лаврентия (нем. Die Lorenzkirche) — одна из самых значительных средневековых церквей бывшего свободного имперского города Нюрнберга и одна из первых церквей в Германии, которая стала лютеранской (1529). «Лоренцкирхе» по левому берегу реки Пегниц образует городской аналог более старой церкви Святого Зебальда в северной части города.
Со времен Реформации церковь Святого Лаврентия, наряду с церковью Зебальда, была одной из двух крупных протестантских городских церквей в Нюрнберге; обе принадлежат Нюрнбергскому благочинию евангелическо-лютеранской церкви Баварии. Обе церкви дали свои имена своим приходам и, таким образом, половинам старого города по обе стороны реки Пегниц. Церковь Святого Лаврентия в южной части Нюрнберга является резиденцией городского декана и местом, где традиционно представляют новоизбранного регионального епископа. образует городской аналог более старой церкви Святого Зебальда в северной части города. Со времен Реформации церковь Святого Лаврентия, наряду с церковью Зебальда, была одной из двух крупных протестантских городских церквей в Нюрнберге; обе принадлежат Нюрнбергскому благочинию евангелическо-лютеранской церкви Баварии. Обе церкви дали свои имена своим приходам и, таким образом, половинам старого города по обе стороны реки Пегниц. Церковь Святого Лаврентия в южной части Нюрнберга является резиденцией городского декана и местом, где традиционно представляют новоизбранного регионального епископа.
Здание, сильно повреждённое в кровле и своде при воздушных налётах во время Второй мировой войны, было восстановлено в 1949 году. В День Святого Лаврентия 1952 года в отреставрированном храме была проведена первая служба.
Церковный орган является вторым по величине в Германии (самый большой орган Германии находится в Пассау) и самым большим среди органов в евангелической церкви Германии.

## История
Первые упоминания Капеллы Святого Лаврентия в Нюрнберге относятся к 1238 году; план этой капеллы был частично установлен при раскопках в 1929 году. Современный вид церковь приобрела в XV веке.
Строительство базилики началось около 1250 года. Три нефа были завершены около 1390 года. Хор церкви в стиле поздней готики начат Конрадом Хайнцельманом фон Ротенбургом с 1439 по 1477 год, завершён Конрадом и Маттеусом Рорицером и Якобом Гриммом в 1462—1466 годах.

## Архитектура
Храм имеет базиликальный план, образуемый тремя нефами с восемью пролётами каждый. Длина здания: 91,20 м, ширина 30 м, высота: 24,20 м. Две симметричные башни главного фасада с шатровыми навершиями имеют высоту 80,8 м и 81 м соответственно. Готический облик церкви определяют также портал стрельчатой формы, остроконечные вимперги, большое окно-роза диаметром девять метров и ажурный фронтон.
В интерьере церкви стрельчатые аркады отделяют главный неф от боковых, в которых располагаются «семейные капеллы». Колонны несут сетчатый нервюрный свод.

## Скульптура в интерьере храма
Особого упоминания заслуживают шедевры позднеготической скульптуры, входящие в состав первоначального убранства церкви. Необычным произведением позднеготического искусства является композиция выдающегося мастера  Фейта Штоса «Благовещение», позднее названное «Ангельским приветствием»: на баварском диалекте (нем.  Der Englischer Gruß), или «Ангельским приветствием в Розарии» (нем. Der Engelsgruß im Rosenkranz), расположенное в большом зальном хоре. «Трудно квалифицировать тип этого произведения, — писал знаток немецкой скульптуры М. Я. Либман, — Это круглая статуарная группа из двух фигур в овальной орнаментальной оправе, подвешенная в хоре церкви. Всё сооружение может быть воспринято с одной, фронтальной точки зрения — из центрального нефа в направлении окон хора. Правда фигуры обработаны также и сзади, что формально превращает их в статуи, но концепция группы рельефна… Группа вырезана из дерева, раскрашена и обильно позолочена. Её размеры огромны: 3,7 × 3,2 м. Но соотношения её с пространством хора и высотой расположения найдены безукоризненно». Это произведение создано выдающимся немецким скульптором Фейтом Штосом в 1517—1518 годах. «Фигуры Девы Марии и Архангела Гавриила в венке из пятидесяти пяти роз, несмотря на свои размеры, кажутся парящими в лучах света, струящихся из окон апсиды с цветными стёклами витражей, и воспринимаются подлинной драгоценностью храма».
В верхней части Розария изображён Бог-Отец, вокруг — музицирующие ангелы, внизу — змей с надкушенным яблоком во рту. Семь медальонов изображают «Семь радостей» Девы Марии. «Жизненная наполненность образов при их возвышенной идеальности, отсутствие спиритуалистического начала, несмотря на мистический сюжет, особая активность и чувство внутренней свободы превращают это произведение Штоса в образцовое для немецкого Возрождения». Почти полностью разрушенный аварией 2 апреля 1817 года это произведение пришлось тщательно восстанавливать.
Реставрация 1971 года получила международное признание, обнаружив изображения солнца и луны на реверсах верхних медальонов.
В алтаре церкви находится Распятие, также работы Фейта Штоса (1520). Грандиозным сооружением алтарной части храма является каменный киворий (монументальный реликварий), вырезанный из песчаника, высотой почти 20 метров, созданный в 1493—1495 годах мастером Адамом Крафтом. Одна из поддерживающих его фигур — автопортрет скульптора.

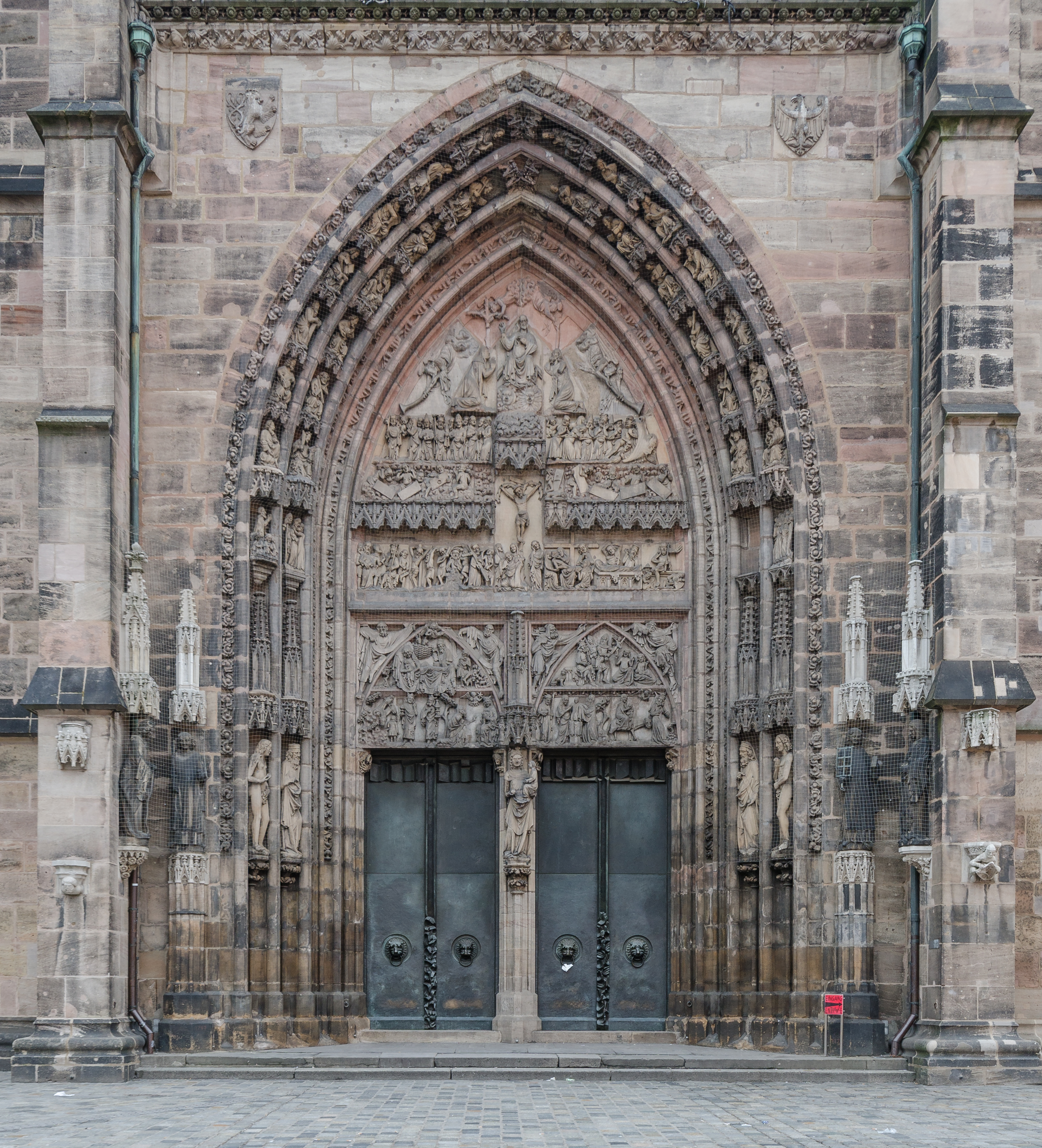
Портал западного фасада
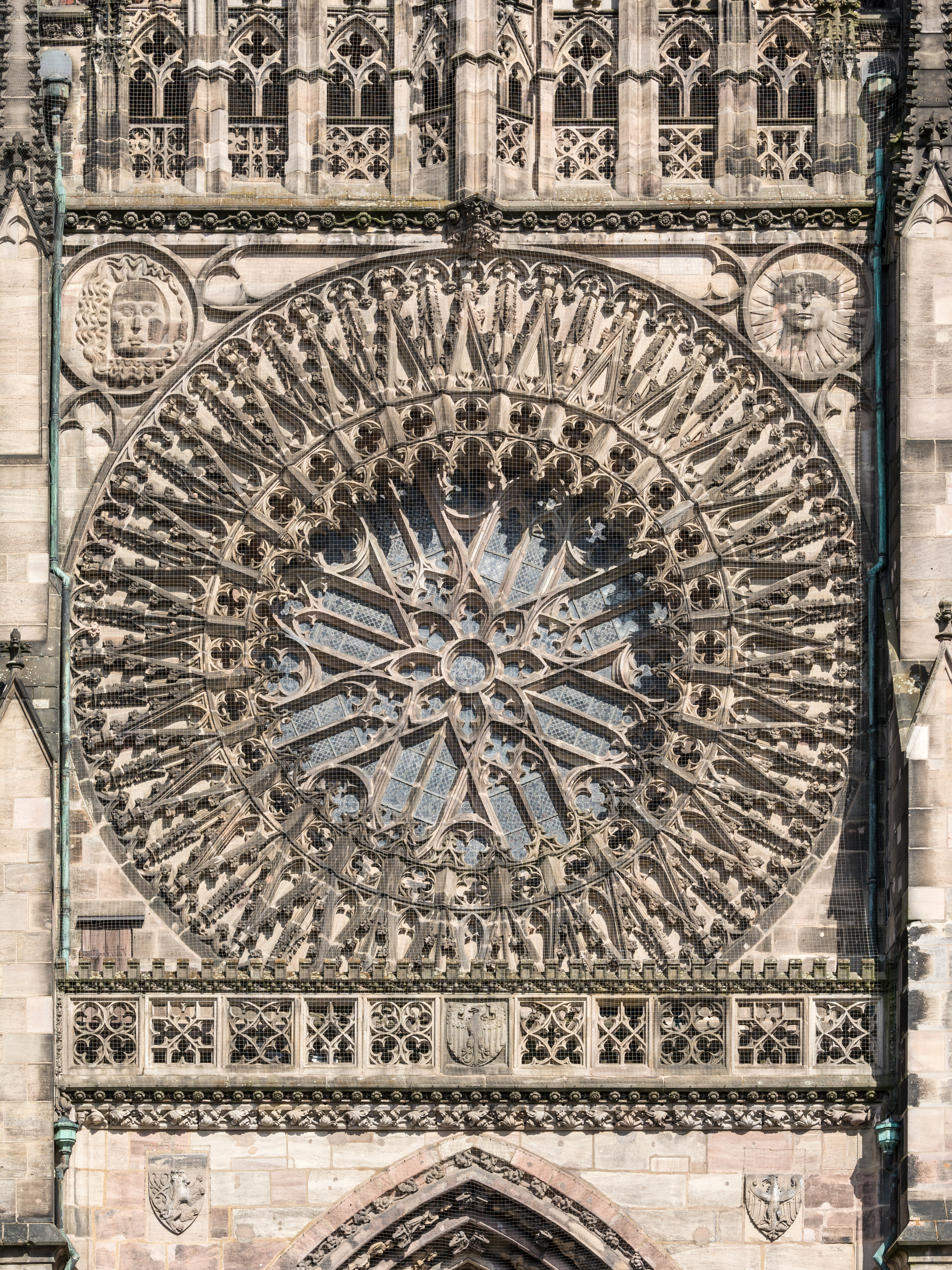
Готическая роза главного фасада
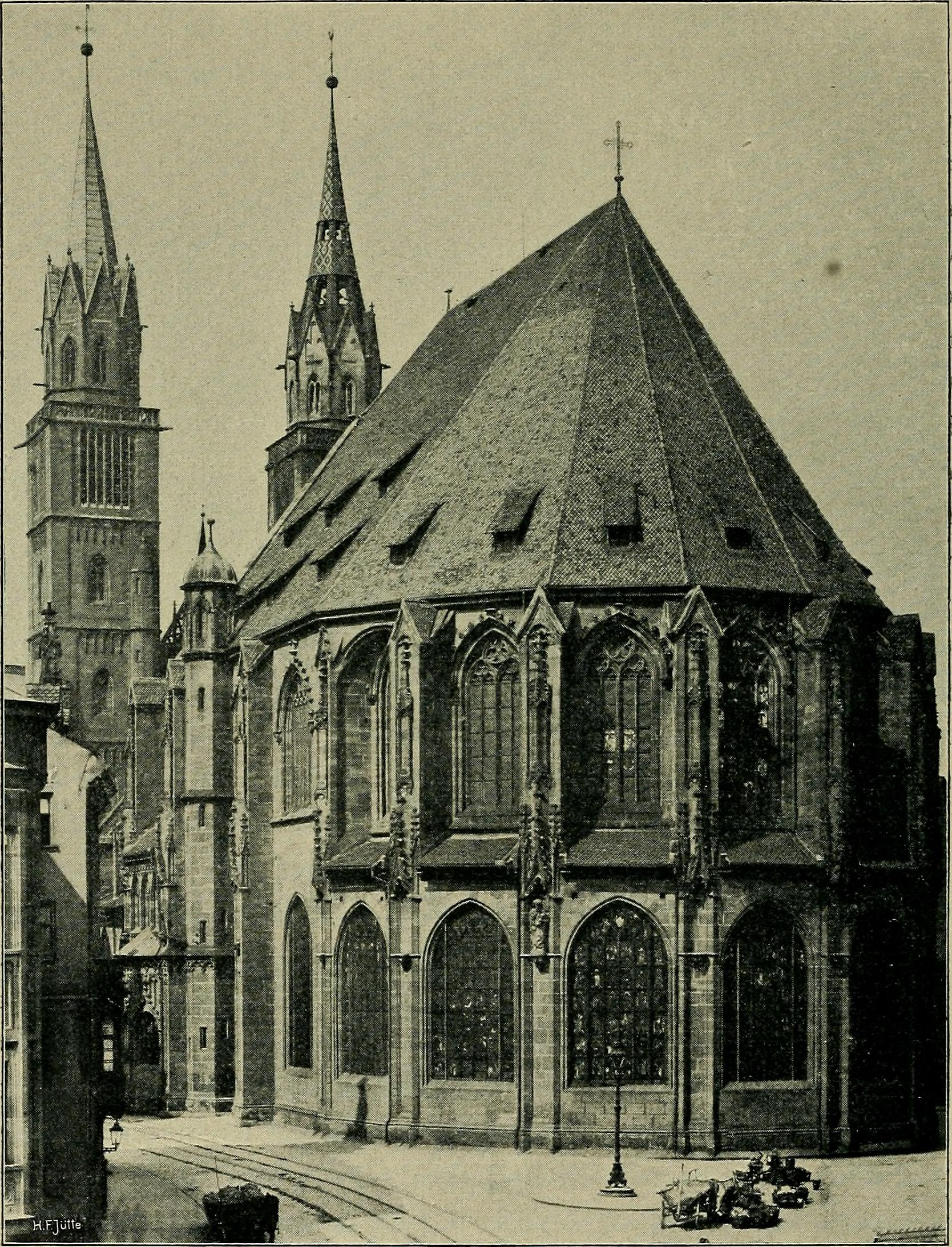
Апсида. Фотография 1905 г.
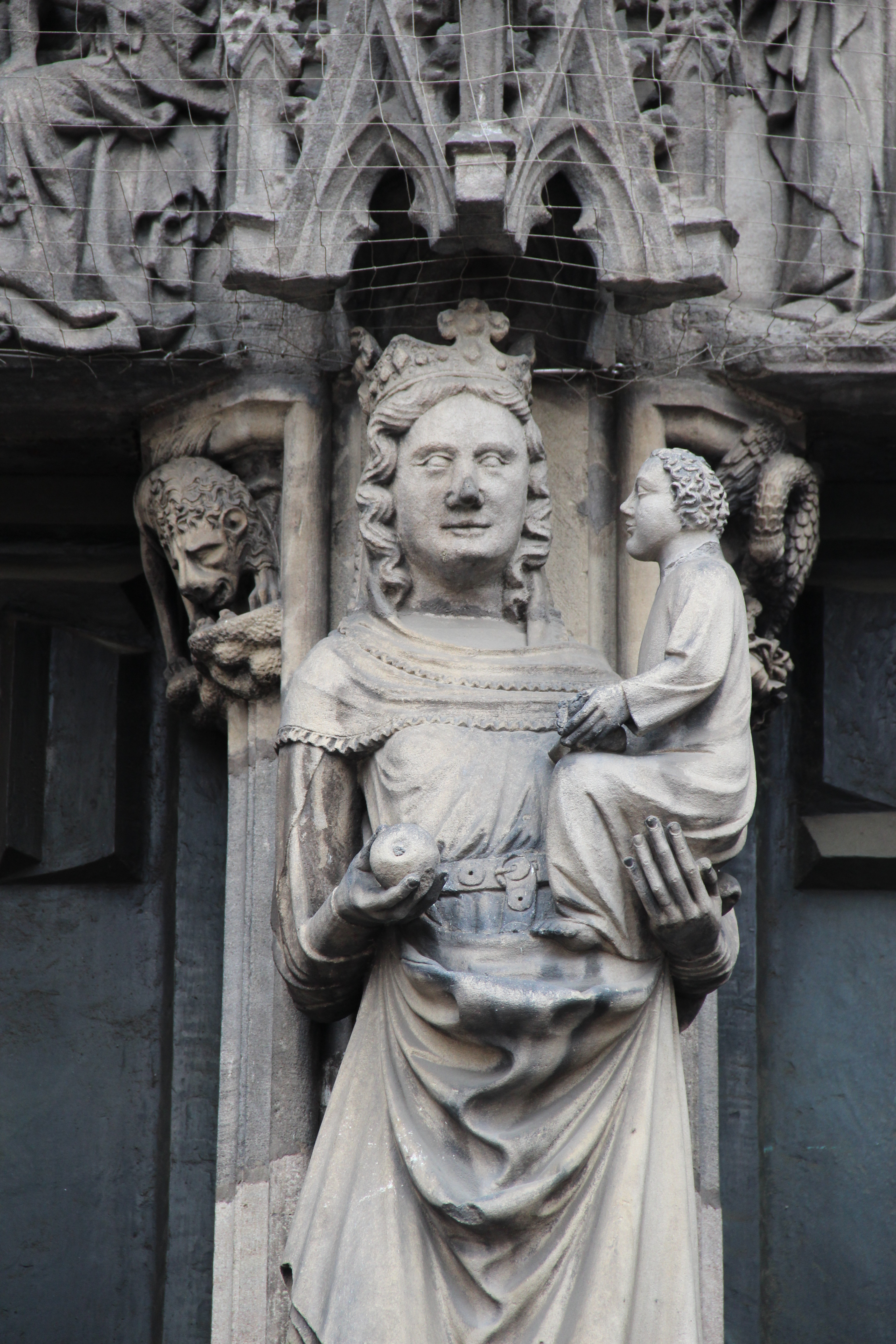
Статуя Мадонны портала фасада
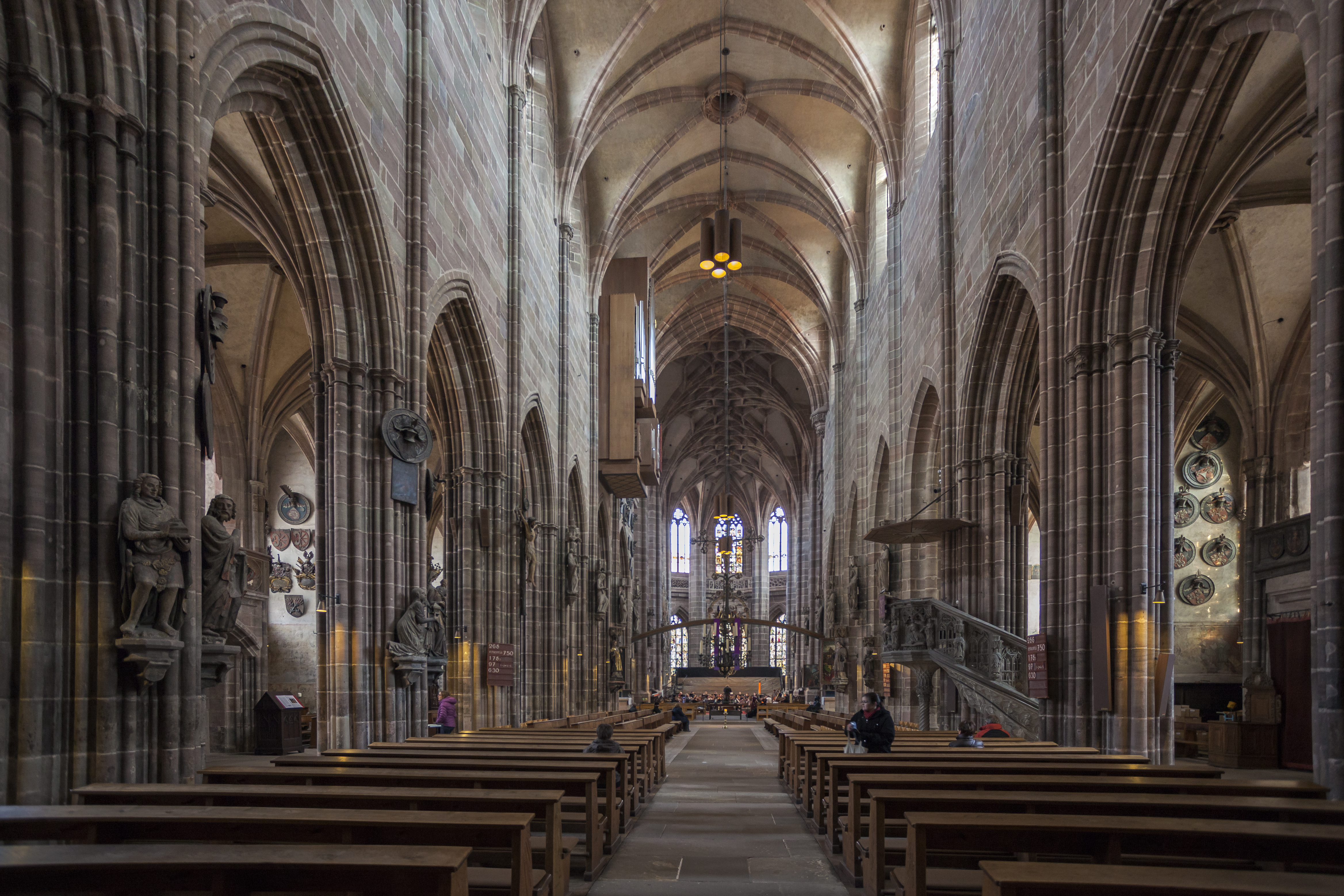
Интерьер. Главный неф
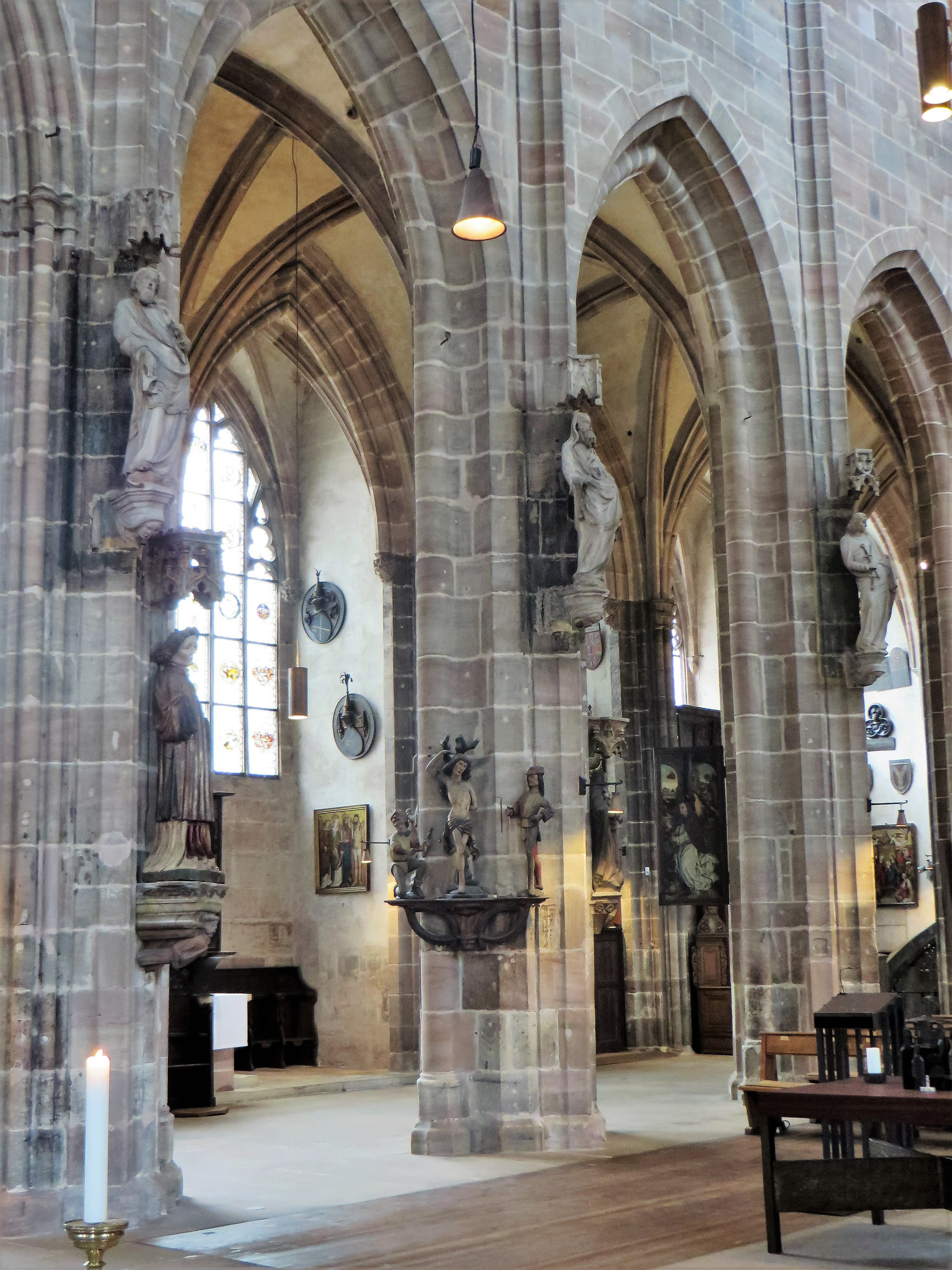
Вид через аркаду на боковой неф
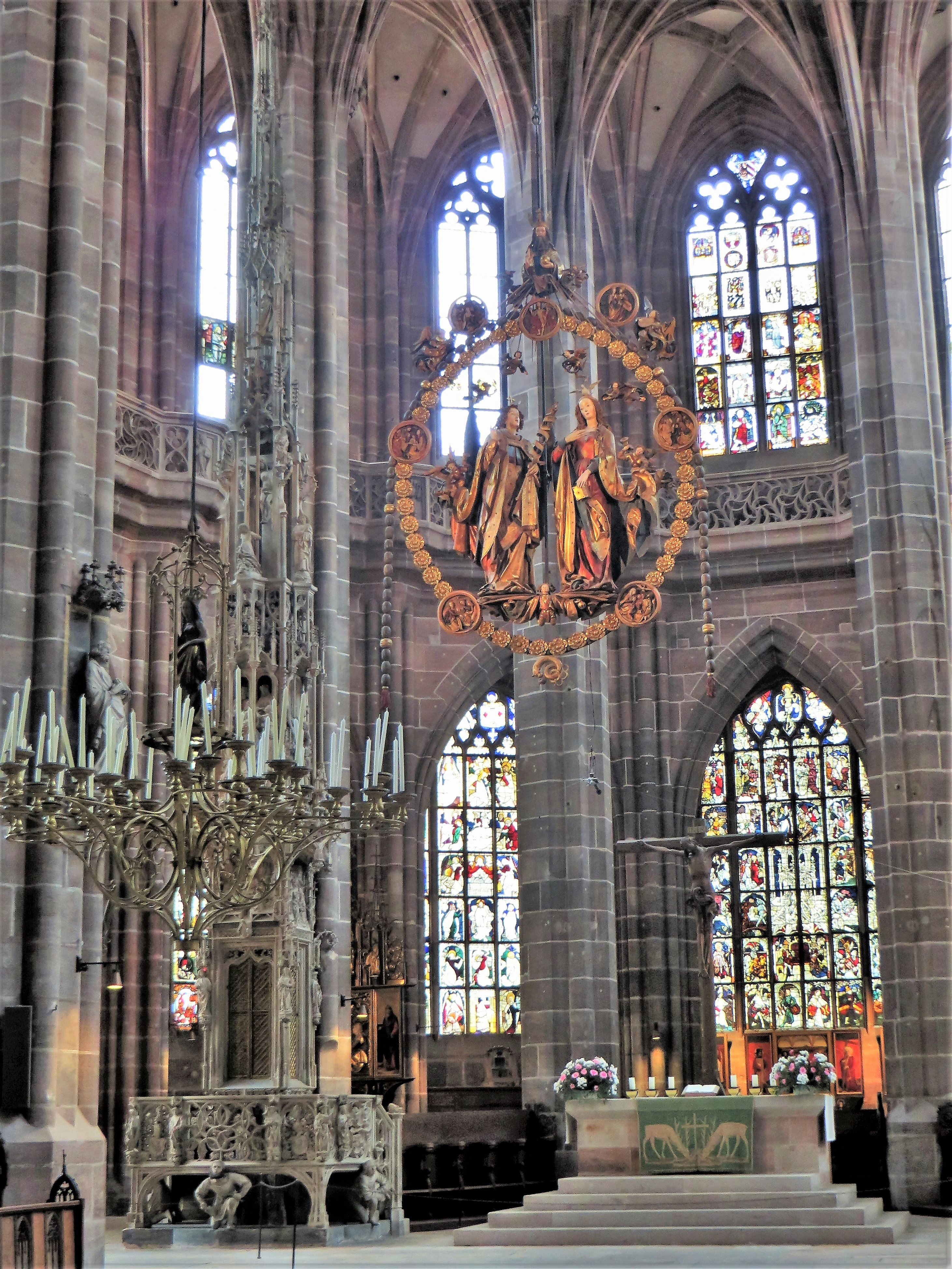
«Зальный хор»
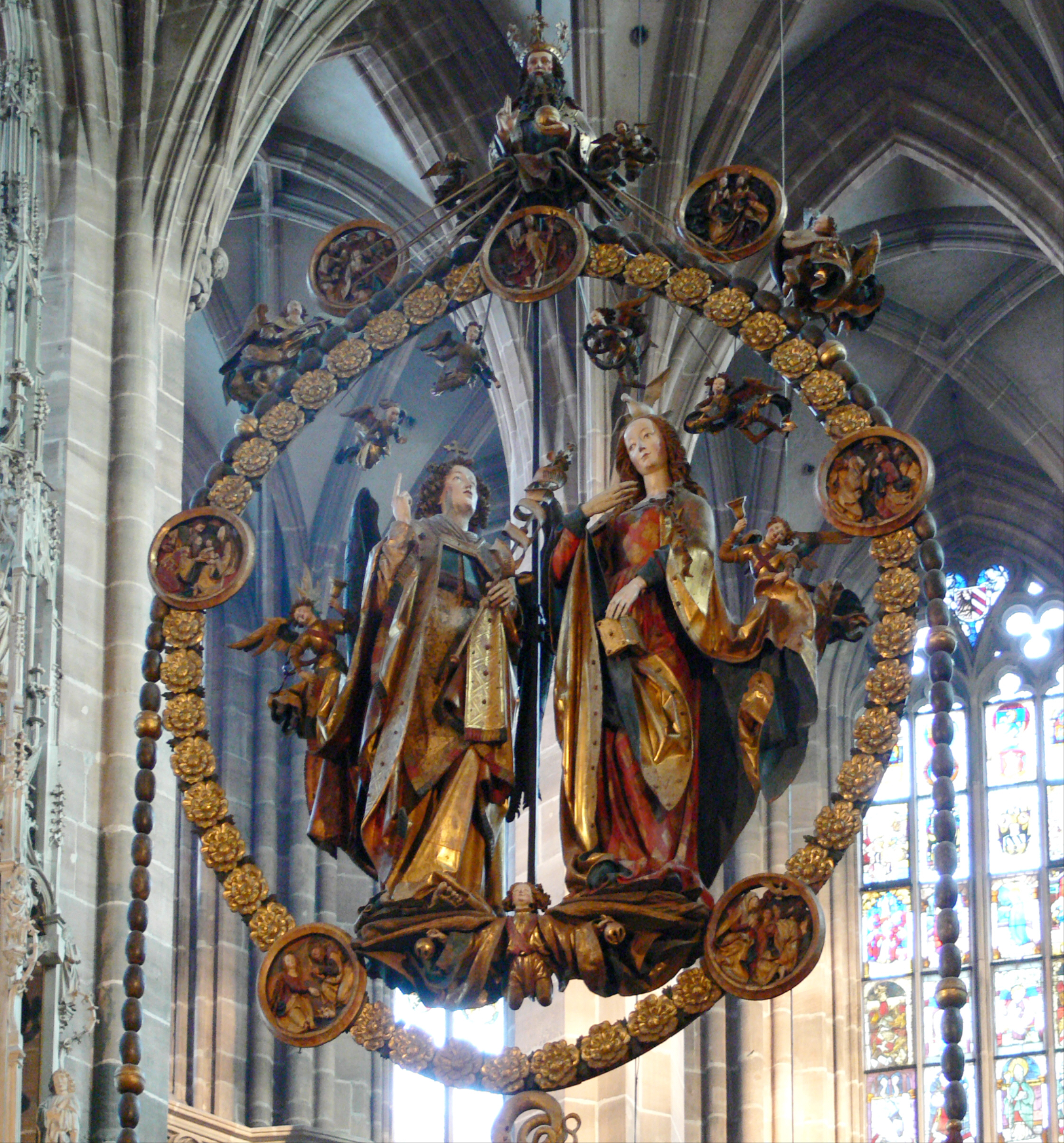
Ф. Штос. Благовещение. 1517—1518. Дерево, роспись, золочение

Окна нефа и алтарной части украшены красочными витражами эпохи поздней готики. Остекление хора было выполнено примерно в 1476—1477 годах Михаэлем Вольгемутом, частично по проекту Ганса Плейденвурфа, который умер в 1472 году и его мастерскую принял Вольгемут. Позднее там, с 1486 по 1490 год, работал подмастерьем Альбрехт Дюрер. В центре алтаря находится «императорское окно» (1476—1477), созданное Вольгемутом и подаренное церкви императором Фридрихом III, который часто останавливался в Нюрнберге. Император и его жена Элеонора Португальская показаны в полных регалиях в верхней части композиции, представляющей «Легенду о Константине».

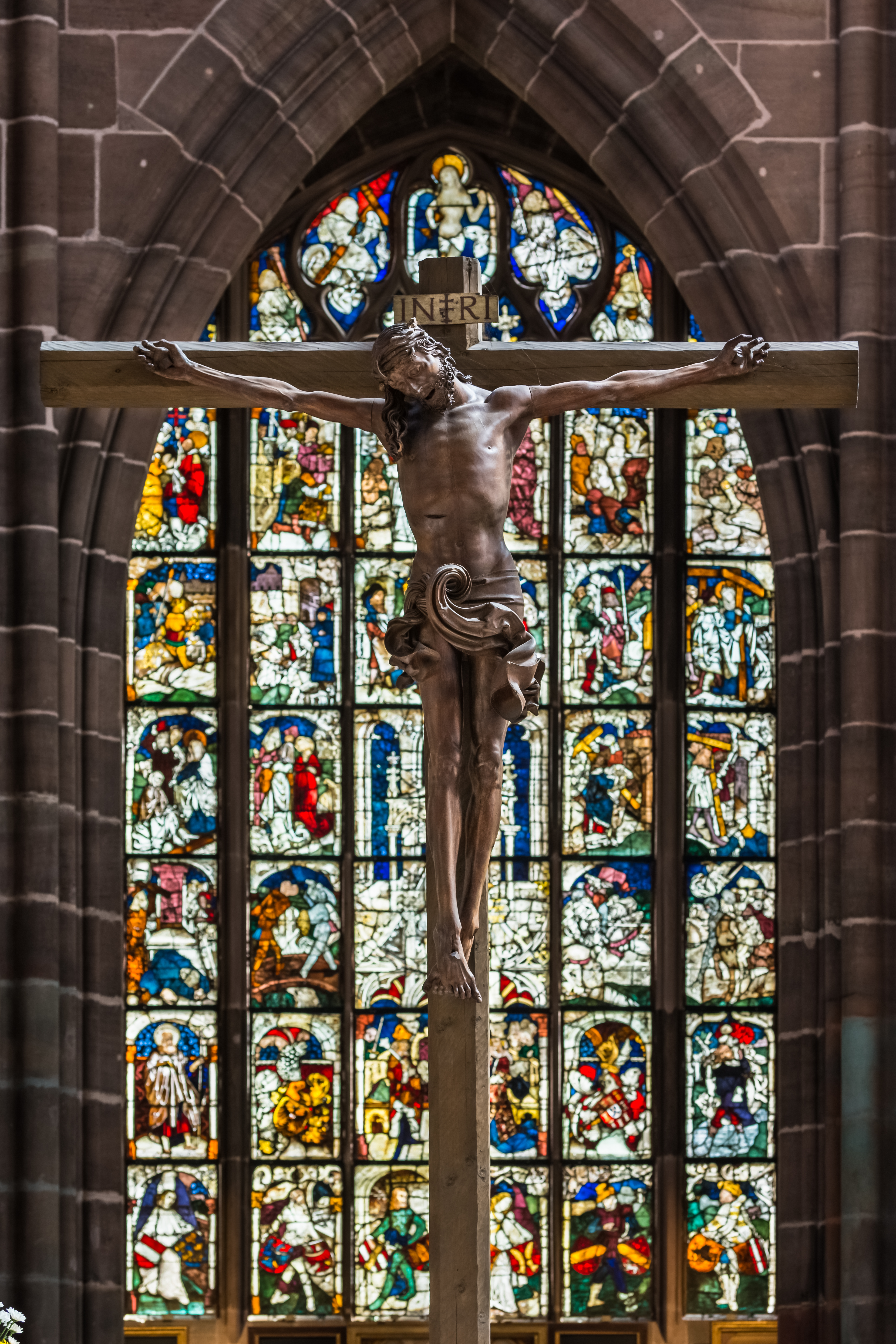
Ф. Штос. Распятие. 1520
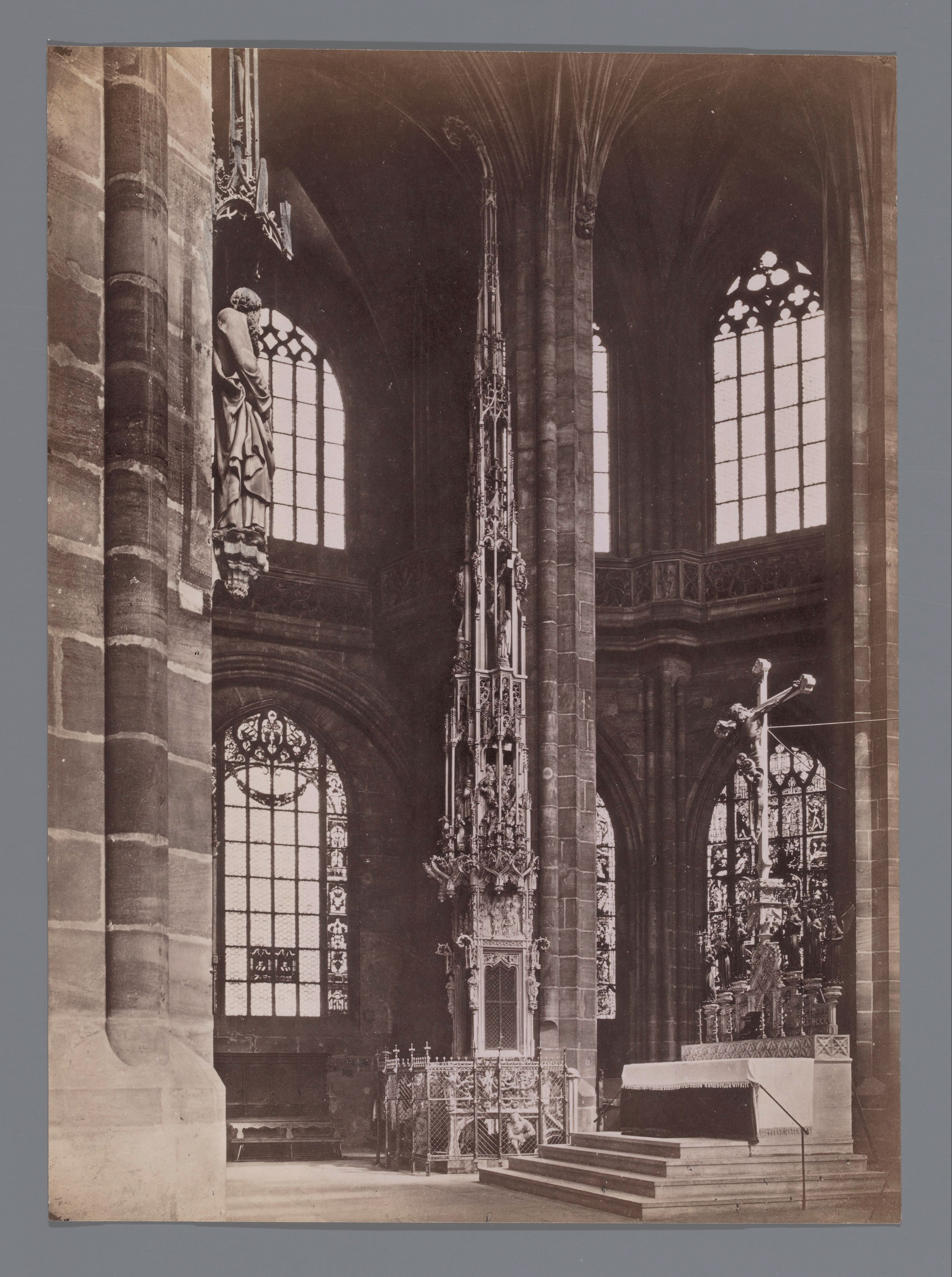
Киворий в апсиде церкви. 1493—1495. Песчаник. Фотография 1910 г.
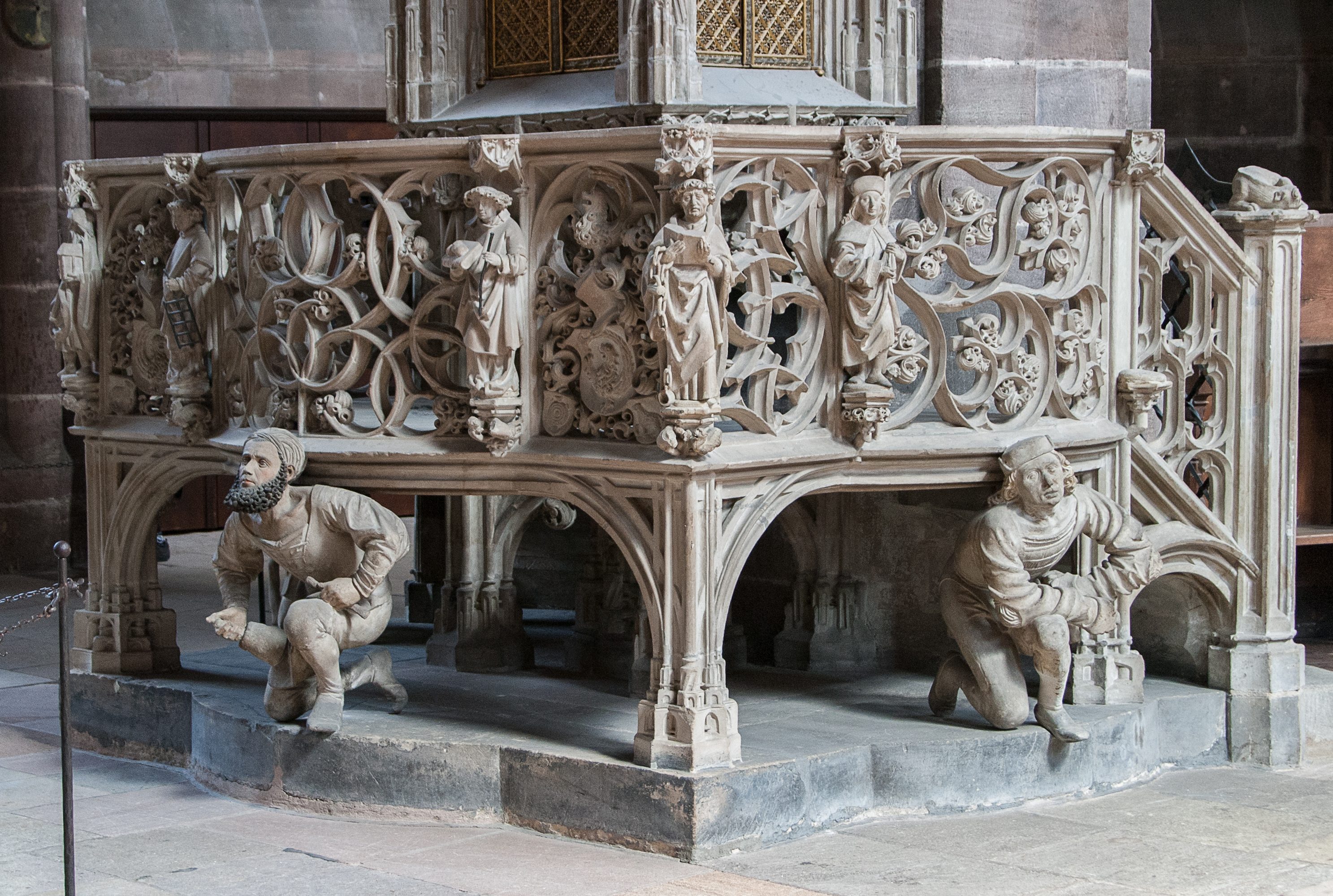
Основание кивория
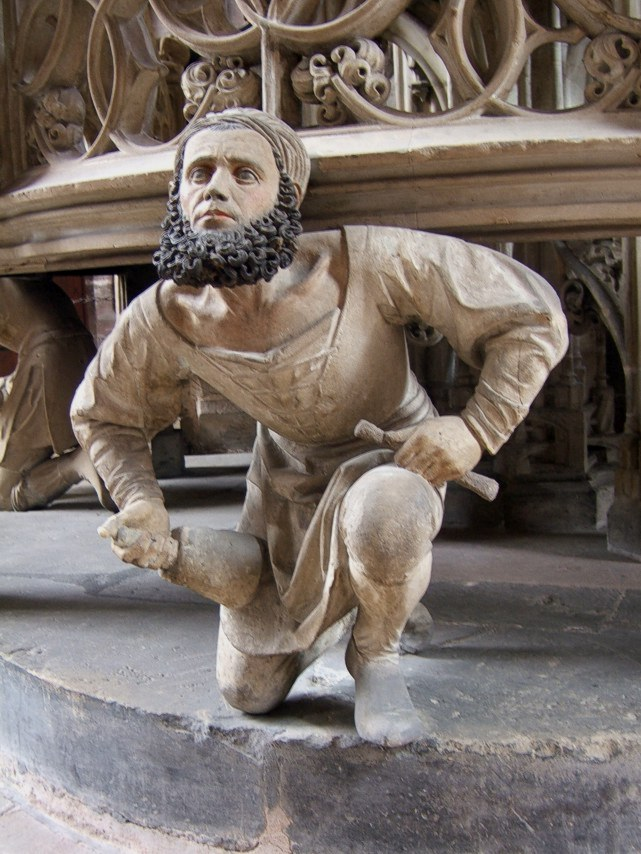
A. Крафт. Автопортрет. Деталь кивория церкви. 1493—1495. Песчаник, роспись
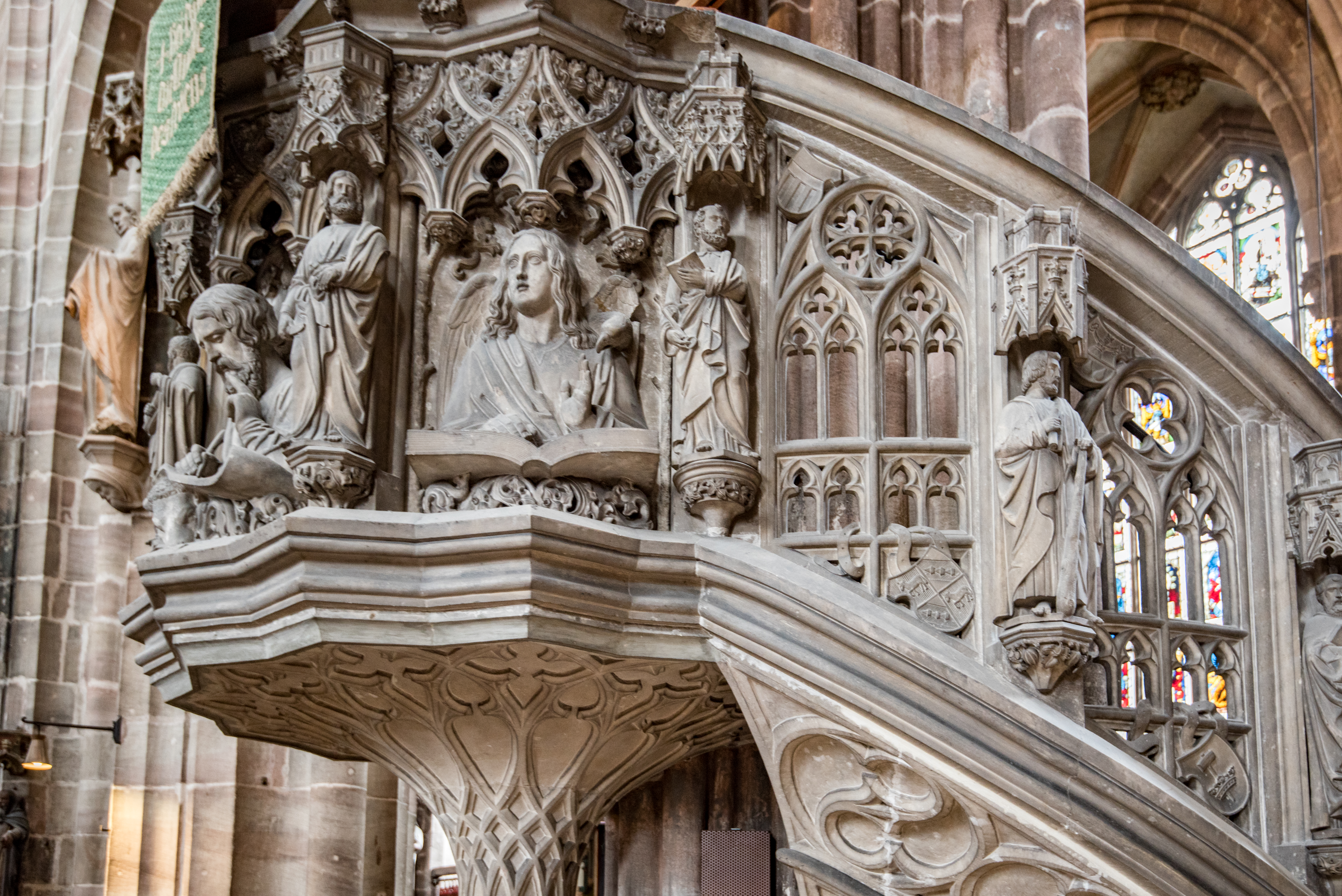
Рельефы кафедры
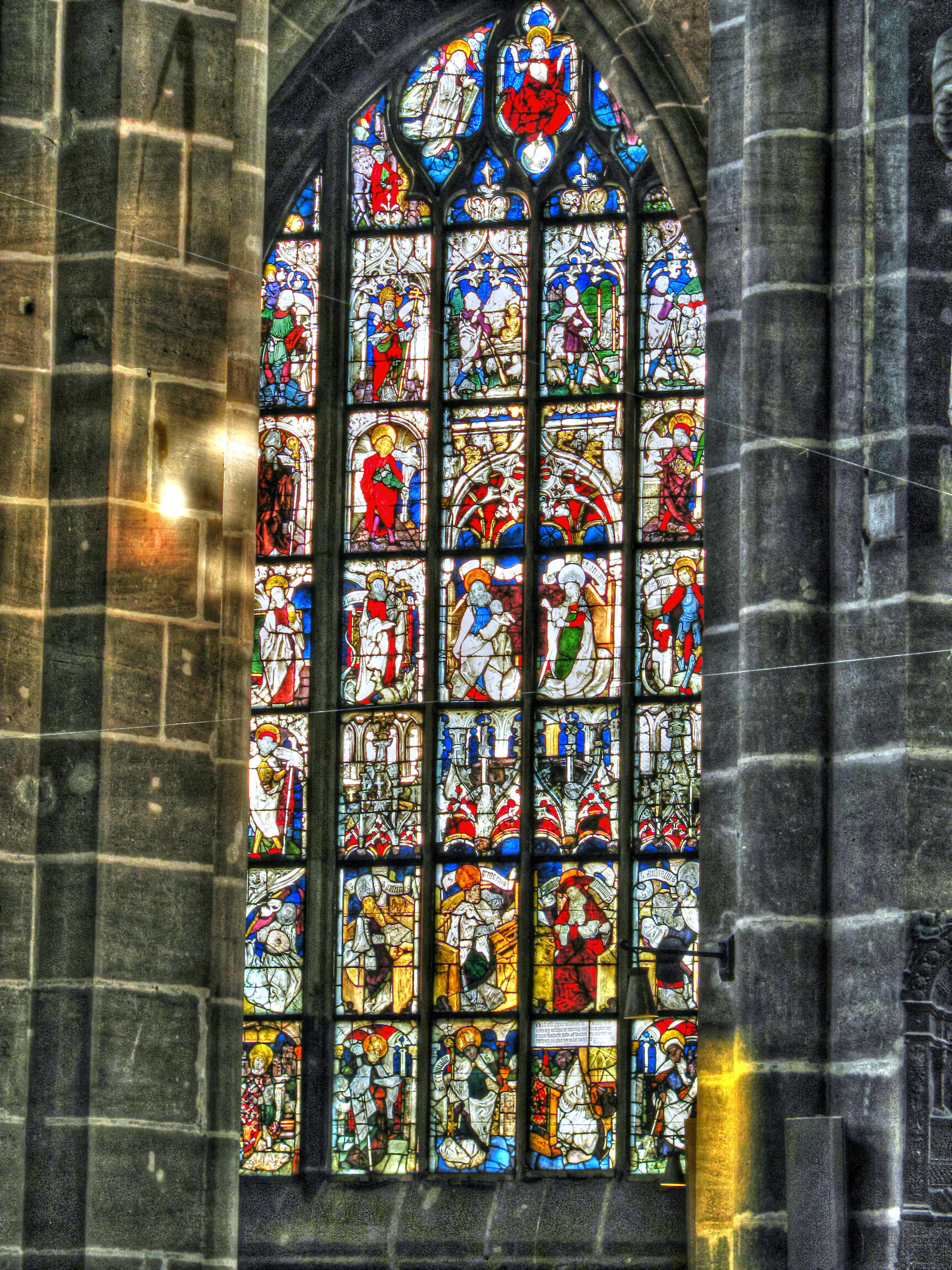
Витраж алтарной части
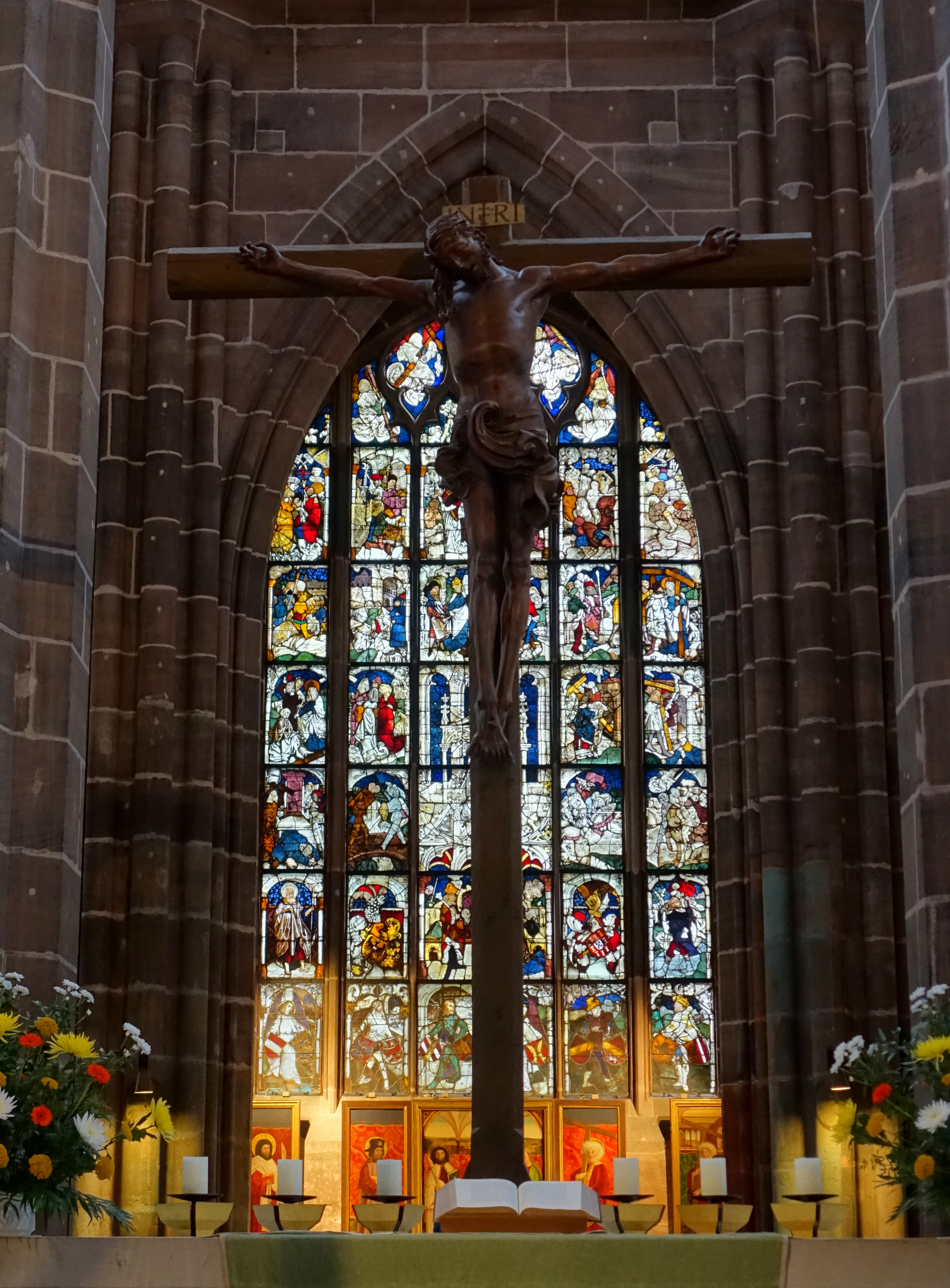
«Императорское окно»